# Paweł (Koniuszkiewicz)
Paweł, imię świeckie Piotr Koniuszkiewicz (ur. 1705 w Koniuszkach, ob. Łuki k. Sambora, zm. 24 października?/4 listopada 1770 w Kijowie) – biskup Rosyjskiego Kościoła Prawosławnego pochodzenia ukraińskiego. 

## Życiorys

### Młodość i wczesna działalność
Wykształcenie podstawowe uzyskał w szkole w Samborze prowadzonej przez miejscowe bractwo prawosławne. Następnie kształcił się w Akademii Mohylańskiej. W 1733 złożył wieczyste śluby mnisze w ławrze Pieczerskiej. W latach 1735–1738 był monasterskim bibliotekarzem, następnie zaś został zatrudniony w Akademii Mohylańskiej jako wykładowca retoryki i poezji. W 1740 został ekonomem ławry Pieczerskiej. W tym samym roku odbył podróż do Moskwy razem z przełożonym Ławry, archimandrytą Tymoteuszem. W Rosji spędził rok, a krótko po powrocie do Kijowa otrzymał propozycję powrotu do Moskwy w charakterze kaznodziei i wykładowcy Akademii Słowiańsko-Grecko-Łacińskiej. 
W 1744 biskup nowogrodzki Ambroży, dawny nauczyciel Pawła (Koniuszkiewicza) z Akademii Mohylańskiej, sprowadził go do swojej eparchii i wyznaczył go na przełożonego monasteru św. Jerzego w Nowogrodzie. W latach 1753–1757, gdy eparchia nowogrodzka wakowała, był jej faktycznym tymczasowym administratorem, choć bez formalnej nominacji. 

### Biskup
23 maja 1758 został wyświęcony na biskupa tobolskiego i syberyjskiego i natychmiast podniesiony do godności metropolity. Do Tobolska przybył w listopadzie tego samego roku. Jego działalność w nowej eparchii ogniskowała się wokół prowadzenia misji wśród staroobrzędowców i rdzennych, pogańskich ludów Syberii. Badacze nie są zgodni w ocenie jego polityki wobec starowierców. Według niektórych metropolita Paweł, podobnie jak jego poprzednicy, w pełnej współpracy z władzami świeckimi organizował przeciwko staroobrzędowcom ekspedycje karne. Inni badacze przypisują mu jedynie organizowanie komisji odpowiedzialnych za poszukiwanie tych starowierców, którzy wbrew prawu nie deklarowali otwarcie swojego wyznania, lecz podawali się za prawosławnych.
W 1761 położył kamień węgielny pod budowę murowanego soboru katedralnego w Tobolsku.
W latach 1759–1761 metropolita Paweł utworzył w swojej eparchii piętnaście łacińskich szkół podstawowych oraz kilkanaście niższych szkół, w których językiem wykładowym był rosyjski. W 1767, z powodu braku wykształconych nauczycieli mogących nauczać w szkołach łacińskich, hierarcha był zmuszony przekształcić wszystkie szkoły łacińskie w rosyjskie. Wcześniej, w latach 1764–1765, zreformował seminarium duchowne w Tobolsku, ratując je tym samym przed likwidacją, którą z uwagi na kłopoty finansowe szkoły sugerowali jego poprzednicy. Metropolita sprowadził do szkoły wykładowców z Kijowa. Metropolita Paweł pozostawał w konflikcie z gubernatorem tobolskim Cziczerinem. Surowo traktował również podległe mu duchowieństwo. Sprzeciw Pawła wobec planów sekularyzacji majątku cerkiewnego (choć mniej zdecydowany, niż sądzono dawniej) oraz skargi kapłanów zarzucające mu zbytni despotyzm w stosunku do podwładnych sprawiły, że w 1767 metropolita został wezwany do Petersburga w celu złożenia zeznań przed Świątobliwym Synodem Rządzącym. Caryca zamierzała początkowo doprowadzić do odebrania mu godności biskupiej, ostatecznie jednak zmieniła zdanie i była nawet skłonna nakazać mu powrót do Tobolska. Metropolita zrezygnował jednak z katedry i poprosił o zgodę na powrót do ławry Pieczerskiej. Tam też dwa lata później zmarł i został pochowany jak zwykły mnich, w głównej cerkwi Zaśnięcia Matki Bożej.

## Kult
Według tradycji w XIX w. doszło do przypadków uzdrowień przy grobie metropolity Pawła, zaś metropolita kijowski Eugeniusz utrzymywał, że duchowny objawił mu się w cudowny sposób. Ciało duchownego nie uległo rozkładowi. Kanonizację metropolity Pawła planował Sobór Lokalny Rosyjskiego Kościoła Prawosławnego w 1917, jednak z powodu wybuchu rewolucji październikowej nie doszło do niej. Ostatecznie Paweł (Koniuszkiewicz) został uznany za świętego dopiero w 1984. 
Hierarcha, z przydomkiem Pawła Tobolskiego, należy do Soborów Świętych Syberyjskich, Wołyńskich, Estońskich, Halickich, Rostowskich, Sołowieckich i Petersburskich.